# Konstantin Ashurov
Konstantin Ashurov (en ukrainien : Костянтин Ашуров), né le 10 octobre 1996 à Donetsk, est un coureur cycliste ukrainien.

## Biographie
Konstantin Ashurov naît le 10 octobre 1996 à Donetsk en Ukraine.
Il commence le cyclisme sur route à l'âge de 12 ans. En 2010, il intègre l'école supérieure nationale d'éducation physique de Kiev (Ukraine). 
En 2014, il est vice-champion d'Ukraine de la course en ligne juniors et participe à ses premiers championnats du Monde, à Ponferrada (Espagne). En fin de saison, il participe à la dernière manche du championnat d'Ukraine sur route. Il remporte une étape et termine avec le maillot de meilleur grimpeur. 
Il entre dans l'équipe continentale ukrainienne Kyiv Capital Racing en 2015, et termine notamment quatrième du championnat d'Ukraine espoirs et deuxième de la Coupe d'Ukraine sur route.
Il est également sélectionné en équipe d'Ukraine pour la course en ligne du championnat d'Europe Espoirs à Tartu (Estonie).
Souhaitant rejoindre une équipe française, il s'engage pour la saison 2016 avec un club cycliste de la Manche, Bricquebec Cotentin. Il s'impose lors de la deuxième épreuve du Maillot des Jeunes Léopards. Il remporte à Odessa le championnat d'Ukraine du critérium. Il s'impose également lors de la première étape de la Coupe d'Ukraine sur route à Bila Tserkva. Il termine deuxième du classement général de la 60e édition du Mémorial Colonel Skopenko, après avoir remporté la première étape. 
Il s'engage avec la formation italienne Big Hunter Beltrami Seanese pour 2017. 

## Palmarès sur route
- 2012
  -  Champion d'Ukraine du contre-la-montre par équipes cadets
  - 3e du championnat d'Ukraine du critérium cadets
- 2013
  -  Champion d'Ukraine du critérium juniors
- 2014
  -  Champion d'Ukraine du critérium juniors
  - 4e étape du championnat d'Ukraine de course par étapes
  - 2e du championnat d'Ukraine sur route juniors
  - 2e du championnat d'Ukraine de course par étapes juniors
  - 2e du championnat d'Ukraine du contre-la-montre par équipes juniors
- 2015
  - 2e de la Coupe d'Ukraine sur route
- 2016
  -  Champion d'Ukraine du critérium
  - 2e épreuve du Maillot des Jeunes Léopards
  - 1re étape de la Coupe d'Ukraine sur route
  - 1re étape du Mémorial Colonel Skopenko
  - 2e du Mémorial Colonel Skopenko

## Classements mondiaux
| Année           | 2015   | 2016   |
| --------------- | ------ | ------ |
| UCI Europe Tour | 1 074e | 1 487e |